# ヒアデス星団
ヒアデス星団（Mel 25、Caldwell 41）は、おうし座に位置する散開星団である。1等星アルデバランの近傍に広がるV字形の星の集団で、おうし座の顔の位置にある。日本ではその形状から釣鐘星（つりがねぼし）と呼ばれていた。
距離は1982年にオリン・エッゲンによって142光年の値が求められ、今日では150光年と考えられている。直径は30光年ほどと推定されている。
2007年には日本の国立天文台を中心とする研究グループによって、星団を構成するおうし座ε星にガスジャイアント（おうし座ε星b）が発見された。
この星団はメシエカタログにもニュージェネラルカタログ（NGC）にもリストされていない。同じおうし座の散開星団であるプレアデス星団よりも若干地味ではあるが、約40個ほどの明るい星がある。目視上星団内に位置しているアルデバランの距離は65光年ほどであり、星団の位置する150光年よりもずっと手前に位置しており、この星団自体には属していない。星団はいっかくじゅう座ε星の方向に向かって40km/sほどで移動している。
ギリシア神話では、ヒュアデスは、巨人アトラースとプレーイオネーあるいはアイトラーの間に生まれた7人姉妹とされており、プレイアデスの7人姉妹とは同母あるいは異母姉妹の関係にある。
中国では畢（ひつ）と呼ばれる。天の赤道帯を区分した二十八宿の1つ畢宿に該当する。